# Organisation Consul
Organisation Consul (în română: Organizația Consul) a fost o organizație paramilitară grupată în jurul fostului comandant de marină Hermann Ehrhardt („Consulul”), care a orchestrat mai multe atentate asupra politicienilor germani care se opuneau accederii la putere a partidului nazist (NSDAP). Între victime s-au numărat Matthias Erzberger, fost ministru de finanțe, și Walther Rathenau, ministru de externe al Republicii de la Weimar în momentul asasinării sale (1922).